# Okamejei
Okamejei es un género de peces de la familia de los Rajidae en el orden de los Rajiformes.

## Especies
- Okamejei acutispina (Ishiyama, 1958)
- Okamejei arafurensis (Last & Gledhill, 2008)
- Okamejei australis (Macleay, 1884)
- Okamejei boesemani (Ishihara, 1987)
- Okamejei cerva (Whitley, 1939)
- Okamejei heemstrai (McEachran & Fechhelm, 1982)
- Okamejei hollandi (Jordan & Richardson, 1909)
- Okamejei kenojei (Müller & Henle, 1841)
- Okamejei leptoura (Last & Gledhill, 2008)
- Okamejei meerdervoortii (Bleeker, 1860)
- Okamejei mengae (Jeong, Nakabo & Wu, 2007)
- Okamejei philipi (Lloyd, 1906)
- Okamejei pita (Fricke & Al-Hassan, 1995)
- Okamejei powelli (Alcock, 1898)
- Okamejei schmidti (Ishiyama, 1958)
- Okame christian (Elche, 1993)